# Bodil Bredsdorff
Bodil Bredsdorff (* 3. März 1951 in Hillerød in Dänemark) ist eine dänische Kinder- und Jugendbuchautorin.

## Leben
Bodil Bredsdorff ist ausgebildete Erzieherin. Sie studierte Werbung an der Kunstgewerbeschule in Kopenhagen und produzierte Fernsehsendungen für Kinder. Seit mehr als zehn Jahren widmet sie sich ganz dem Schreiben. Für ihre Kinderbuchreihe (Die Kinder von der Krähenbucht) erhielt sie 1995 den Kinderbuchpreis des dänischen Kulturministeriums und 1996 den Preis des Dänischen Kulturfonds/Literatur, in den USA u. a. den Booklist Editor’s Choice 2004, den School Library Journal Best Book of the Year Award 2004 und in Frankreich den Prix Chranos de littérature 2008. In seiner Begründung für die Preisverleihung bezeichnete der dänische Kulturminister Bredsdorffs Stil als ebenso schön und poetisch wie knapp und unsentimental.

## Preise und Auszeichnungen
- 1982: Preis der dänischen Kinderbuchhändler zusammen mit der Illustratorin Lilian Brøgger für ihre Buchserie Linda
- 1995: Kinderbuchpreis des dänischen Kulturministeriums für die Kinderbuch-Reihe Börnene i Kragevik (Die Kinder von der Krähenbucht)
- 2005: Mildred L. Batchelder Award für die gleiche Reihe

## Veröffentlichungen (Auswahl)
in die deutsche Sprache übersetzt
- Min slagsbror.
  - übersetzt von Patrick Zöller: Unter Brüdern. Urachhaus, Stuttgart 2009, ISBN 978-3-8251-7669-3.
  - Neuauflage mit neuem Titel: Schlagschatten. Urachhaus, Stuttgart 2013, ISBN 978-3-8251-7835-2.
- Pigerne i Villa Sorrento.
  - übersetzt von Patrick Zöller: Die Mädchen aus der Villa Sorrento, Urachhaus, Stuttgart 2011, ISBN 978-3-8251-7746-1.
- Kaptajnen i blommetrœet
  - übersetzt von Patrick Zöller: Liebe, lange, leichte Tage. Urachhaus, Stuttgart 2012, ISBN 978-3-8251-7833-8.

Reihe Die Kinder von der Krähenbucht
- 1995: Krageungen
- 1996: Eidi
- 1996: Tink
- 1997: Alek

andere Bücher
- 1975: Det hvar Linda bor, Verlag Fromad, Kopenhagen.
- 1977: Det hele er lige begyndt, mit Illustrationen von Dorte Salicath.
- 1979: Da Linda ikke ville hjem, mit Illustrationen von Lilian Brøgger.
- 1980: Lindas mor er buschauffør, mit Illustrationen von Lilian Brøgger.
- 1983: Marias mor bor alene, mit Illustrationen von Lilian Brøgger.